# 외투조개과
외투조개과(Limidae)는 외투조개목(Limida)에 속하는 유일한 이매패류 연체동물 과이다. 10속 130종의 현존하는 종을 포함한다. 얕은 물부터 깊은 물까지 모든 바다에 널리 분포하며, 일반적으로 서식지에 서식하거나 새끼를 낳으며 많은 종이 보호를 위해 옆에 집을 짓는다. 대부분의 종은 긴 외투 촉수를 흔들어 불규칙하게 헤엄칠 수 있다.

## 2010년 분류
2010년에 비엘러(Bieler), 카터(Carter), 코언(Coan)이 이매패류에 대한 새로운 제안된 분류 체계를 발표했다.
- 외투조개목 (Limida)
  - 외투조개상과 (Limoidea)
    - 외투조개과 (Limidae)

### 하위 속
| - Acesta - Acestarica - † Antiquilima - 빗개가리비속 (Ctenoides) - † Ctenostreon - † Dimorphoconcha | - Divarilima - Escalima - 개가리비속 (Lima) - 외투조개속 (Limaria) - 눈송이조개속 (Limatula) - Limea | - Mantellina - † Palaeolima - † Plagiostoma - † Pseudolimea - † Seymourtula |